# Frankenweg
Koordinaten: 48° 46′ 46,2″ N, 10° 41′ 52,1″ O
Der Frankenweg ist ein Fernwanderweg in Bayern. Er ist circa 520 Kilometer lang und wurde am 11. September 2004 eröffnet. Er ist der erste Weitwanderweg in Deutschland, der das Zertifikat Qualitätsweg Wanderbares Deutschland des Verbands Deutscher Gebirgs- und Wandervereine erhalten hat. Der Frankenweg wird durch die Wandervereine  Frankenwaldverein, Fränkische-Schweiz-Verein, Fränkischer Albverein und durch den Tourismusverband Franken mit seinen Feriengebieten Frankenwald, Oberes Maintal-Coburger Land, Fränkische Schweiz, Frankenalb, Naturpark Altmühltal und Fränkisches Seenland betreut.

## Streckenverlauf
Der Frankenweg beginnt in Untereichenstein im Frankenwald an der Nordgrenze Frankens zu Thüringen.
Er verläuft ein ganzes Stück durch den Frankenwald über Kronach nach Kulmbach und kreuzt dort den Main. Bei Kasendorf beginnt der lange Teilabschnitt durch den Fränkischen Jura.
Der Frankenweg endet in Harburg am Ostrand der Schwäbischen Alb. Der Weg ist in beiden Richtungen bestens ausgeschildert und kann deshalb auch in Süd-Nord-Richtung begangen werden. 
Im nördlichen Teil ist der Fränkische Gebirgsweg eine Alternative zum Frankenweg.

## Wanderetappen

### Teil 1: Untereichenstein bei Blankenstein – Zeyern (60,6 Kilometer)

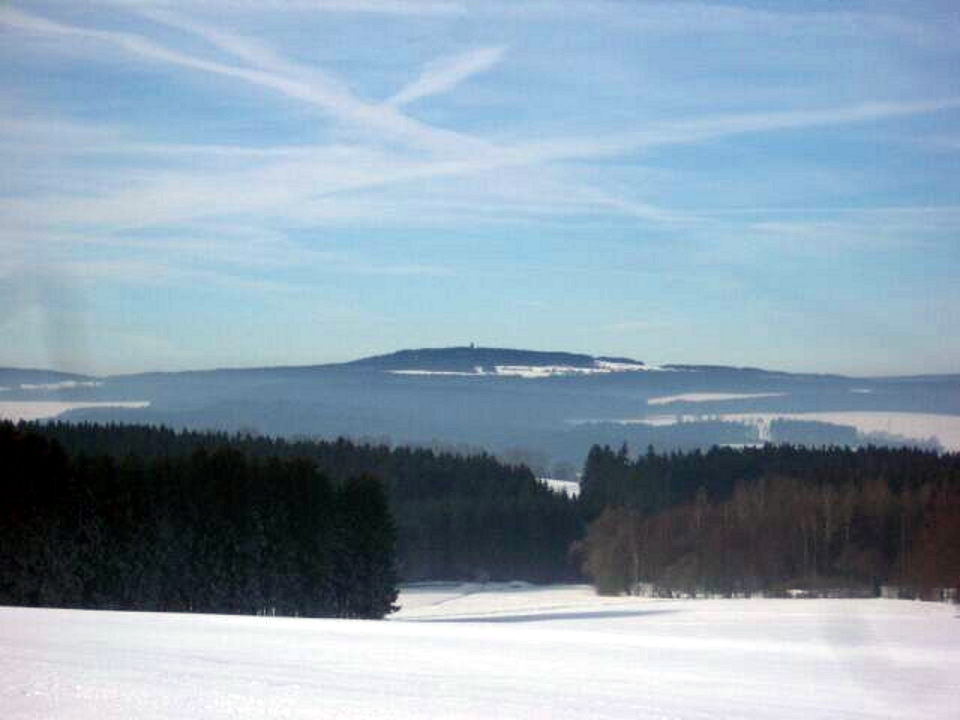
Döbraberg

Der erste Teil des Frankenweg führt durch den Frankenwald. Streckenhöhenpunkte sind dabei König David, das Höllental, Döbraberg und das Tal der Wilden Rodach. Der Gipfel des Döbrabergs ist mit 794,6 m ü. NHN der höchste Punkt des gesamten Frankenwegs.
| Etappe | Strecke | Distanz |
| ------ | --- | ------- |
| 1      | Untereichenstein – Wiedeturm – Eichenstein – König David – Blechschmidtenhammer – Höllental – Hölle – Marxgrün – Christusgrün – Pechreuth – Naila | 65 km   |
| 2      | Naila – Nestelreuth – Marlesreuth – Culmitz – Kleindöbra – Döbraberg – Burgstall Radeck – Bischofsmühle                                           | 65 km   |
| 3      | Bischofsmühle – Rauschenhammermühle – Wustuben – Elbersreuth                                                                                      | 65 km   |
| 4      | Elbersreuth – Köstenhof – Köstenschmölz – Reichenbach – Kreuzstein – Oberehesberg – Mittelberg – Radspitze – Waldkapelle Kirchbühl – Zeyern       | 65 km   |

### Teil 2: Zeyern – Weismain (56 Kilometer)

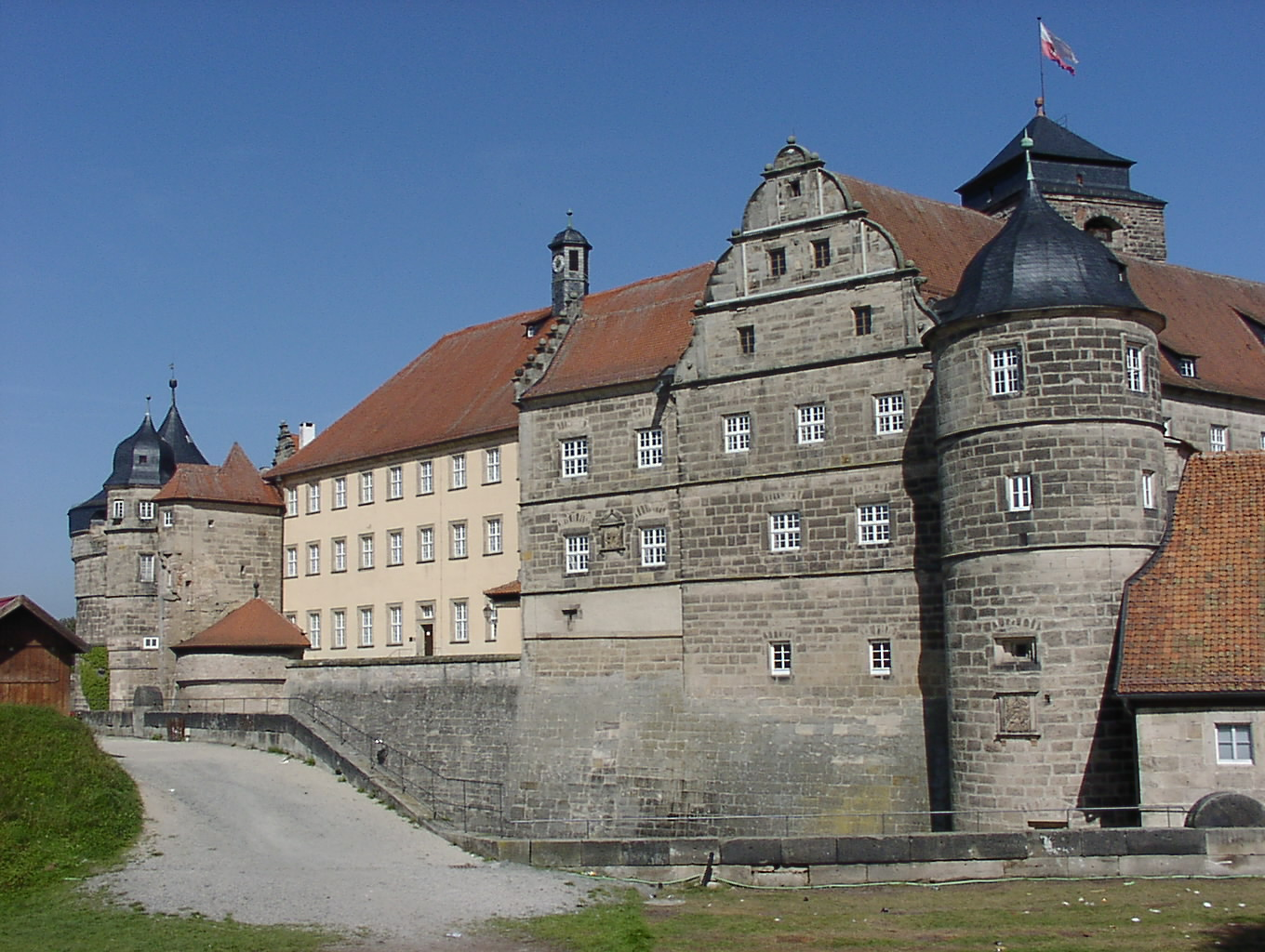
Festung Rosenberg

Beim zweiten Teil hat man den Frankenwald hinter sich gelassen. Man befindet sich anfangs im Tal der Rodach und im Becken von Kronach. In Kronach beeindruckt die Festung Rosenberg. Der Lucas-Cranach-Turm hinter Kronach eröffnet einen schönen Ausblick aufs Umland. Auf dem Patersberg ist mit dem Aussichtsturm Schaudichum ein weiterer schöner Aussichtsturm an der Strecke. Bei Kulmbach wird der Weiße Main erreicht. Nahe Schloss Steinenhausen quert der Frankenweg den Roten Main. Bis nach Zultenberg geht es auf die nördliche Hochfläche der Frankenalb hinauf. Bei der Burgruine Niesten führt der Weg hinab ins Tal nach Niesten schließlich bis nach Weismain.
| Etappe | Strecke | Distanz |
| ------ | --- | ------- |
| 1      | Zeyern – Rodachtal – Unterrodach – Kronach                                                                                  | 62 km   |
| 2      | Kronach – Lucas-Cranach-Turm – Weißenbrunn – Samelstein – Kirchleuser Platte – Patersberg – Kulmbach – Priemershofer Brücke | 62 km   |
| 3      | Kulmbach – Melkendorf – Steinenhausen – Peesten – Lindenberg – Zultenberg – Görau – Niesten – Weismain                      | 62 km   |

### Teil 3: Weismain – Heiligenstadt (67,4 Kilometer)

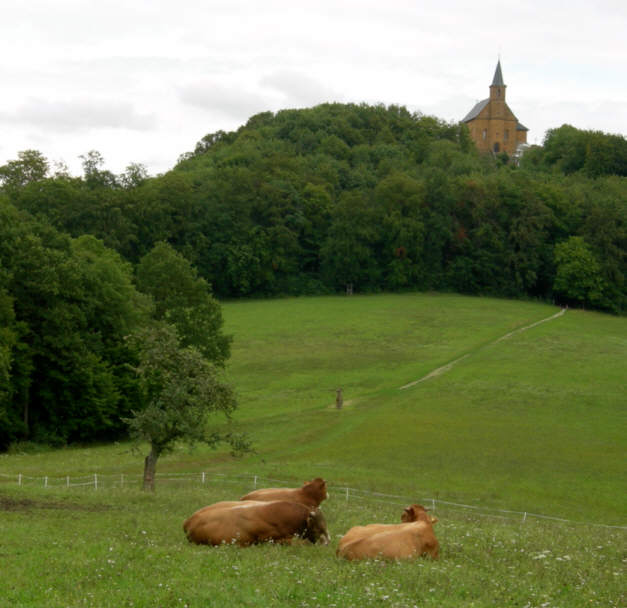
Der Frankenweg zwischen Giechburg und Wallfahrtskirche Gügel

Hinter Weismain steigt der Weg Richtung Großer Kordigast hoch. Bei Isling gehts wieder ins Tal hinab. Klosterlangheim beeindruckt mit seinen alten klösterlichen Bauten. Dahinter geht es zur Hochfläche des Hohen Rangen hoch. Kurz danach erreicht man die Kreuzung zur Basilika Vierzehnheiligen, die sich etwas unterhalb des Frankenwegs befindet. Vom Staffelberg hat man einen weiten Ausblick ins Umland. Ein weiterer Höhepunkt ist die eindrucksvolle Küpser Linde hinter Loffeld. Von der Hohen Metze hat man wieder einen guten Ausblick ins Umland, bevor der Weg steil nach Burgellern abfällt. Der Weg führt nun am Zentrum von Scheßlitz vorbei zur beeindruckenden Burgruine Giechburg hoch, die bewirtschaftet ist. Beim nächsten Hügel erreicht der Wanderweg die eindrucksvolle Wallfahrtskirche Gügel. Hinter Laibarös führt der Wanderweg ins Trockental der oberen Leinleiter, das nur nach viel Niederschlag Wasser führt. Oberhalb der Heroldsmühle entspringt dann die Leinleiter auch bei trockenem Wetter. Nach der Überquerung einer weiteren Hochfläche endet der dritte Teil in Heiligenstadt.
| Etappe | Strecke                                                                                      | Distanz |
| ------ | -------------------------------------------------------------------------------------------- | ------- |
| 1      | Weismain – Kordigast – Isling – Roth – Klosterlangheim                                       | 63 km   |
| 2      | Klosterlangheim – Vierzehnheiligen                                                           | 63 km   |
| 3      | Vierzehnheiligen – Romansthal – Staffelberg – Wanderheim Haus Am Dornig                      | 63 km   |
| 4      | Wanderheim Haus Am Dornig – Küpser Linde – Hohe Metze – Burgellern – Scheßlitz               | 63 km   |
| 5      | Scheßlitz – Giechburg – Gügel – Neudorf – Laibarös – Heroldsmühle – Burggrub – Heiligenstadt | 63 km   |

### Teil 4: Heiligenstadt – Egloffstein (68,5 Kilometer)

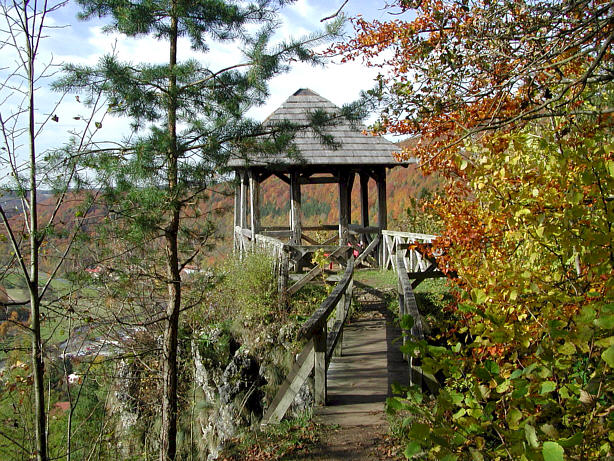
Der Frankenweg oberhalb von Muggendorf in der Fränkischen Schweiz

Hinter Heiligenstadt geht es wieder die Hochfläche der Frankenalb hoch. Der Weg führt nun meist an der Abbruchkante des felsigen Leinleitertals entlang, so dass sich immer wieder schöne Ausblicke ins Tal öffnen.
Am Aussichtspunkt Hummerstein kann man sowohl ins Wiesenttal als auch ins Leinleitertal hinunterblicken.
Besonders sehenswert ist der bald folgende Prinz-Rupprecht-Aussichtspavillon bei Streitberg. Der Weg führt nun direkt an der Binghöhle vorbei und befindet sich nun in der zentralen Fränkischen Schweiz. Es folgen bis Egloffstein weitere Höhepunkte wie die Muschelquelle bei Streitberg und herrliche Ausblicke auf die Burgruine Neideck, die sich im gegenüberliegenden Höhenzug oberhalb des Wiesenttals befindet. Beeindruckend ist auch die Felsenschlucht zwischen Streitberg und Muggendorf; aus Gründen des Natur- und Artenschutzes darf dieser Streckenabschnitt erst ab dem 15. Juli begangen werden. Hinter Muggendorf durchquert der Weg die Durchgangshöhle Oswaldhöhle. Bei der Riesenburg ist eine Einsturzhöhle mit Naturbrücke zu bewundern. In Gößweinstein sollte der Wanderer einen Abstecher zur Wallfahrtsbasilika Gößweinstein machen. Seit Behringersmühle erstreckt sich der Weg das felsige Püttlachtal entlang, vorbei an Ferienorten wie Tüchersfeld und Pottenstein. Hinter Pottenstein führt der Weg an der Teufelshöhle, der größten Höhle der Fränkischen Schweiz vorbei. Bei Obertrubach wird das ebenfalls felsige Trubachtal erreicht. Vor dem zentralen Ferienort Egloffstein im Trubachtal kommt man noch am Aussichtsfelsen Signalstein vorbei.
| Etappe | Strecke                                                                         | Distanz |
| ------ | ------------------------------------------------------------------------------- | ------- |
| 1      | Heiligenstadt – Veilbronn – Unterleinleiter – Hummerstein – Streitberg          | 62 km   |
| 2      | Streitberg – Muggendorf – Engelhardsberg – Wiesenttal                           | 62 km   |
| 3      | Wiesenttal – Schottersmühle – Behringersmühle – Gößweinstein                    | 62 km   |
| 4      | Gößweinstein – Tüchersfeld – Pottenstein – Schüttersmühle – Kirchenbirkig       | 62 km   |
| 5      | Kirchenbirkig – Leienfels – Obertrubach – Hundsdorf – Signalstein – Egloffstein | 62 km   |

### Teil 5: Egloffstein – Altdorf (65,4 Kilometer)

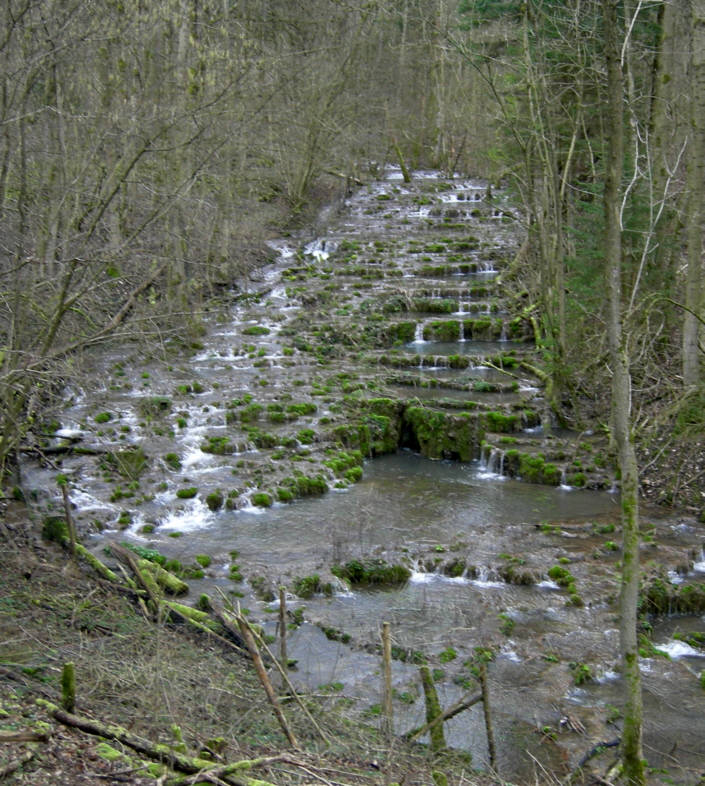
Sinterterrassen der Lillach bei Weißenohe

In Egloffstein beeindruckt die Burg Egloffstein. Bei Thuisbrunn kommt eine schöne Burgruine ins Sichtfeld des Wanderers. In Gräfenberg kann sich die Besichtigung der Altstadt lohnen. Von Gräfenberg geht es über das Plateau der Hersbrucker Schweiz zu den Sinterterrassen der Lillach, dann direkt am Flugplatz Lauf-Lillinghof vorbei nach Schnaittach. Hier lohnt sich ein Besuch im Schwimmbad und im Jüdischen Museum. Höhepunkte auf dem weiteren Weg nach Hersbruck sind die Festung Rothenberg und die Felsgruppe auf dem Glatzenstein mit Fernsicht ins Schaittach- und Pegnitztal bis nach Nürnberg. Der restliche Weg von Hersbruck nach Altdorf führt aus dem Pegnitztal hinaus über den Westrand der Frankenalb. Sehenswert ist dabei die Steinerne Rinne am Buchenberg.
| Etappe | Strecke                                                                                        | Distanz | Karte         |
| ------ | ---------------------------------------------------------------------------------------------- | ------- | ------------- |
| 1      | Egloffstein – Thuisbrunn – Hohenschwärz – Buchwald Parkplatz – Gräfenberg – Weißenohe AV-Hütte | 66 km   | OpenStreetMap |
| 2      | Weißenohe – Dorfhaus – Sinterstufen – Lillachquelle – Oberrüsselbach                           | 66 km   | OpenStreetMap |
| 3      | Oberrüsselbach – Lillinghof – St. Martin – Schnaittach Bahnhof                                 | 66 km   | OpenStreetMap |
| 4      | Schnaittach Bahnhof – Festung Rothenberg – Siegersdorf – Hersbruck Bahnhof                     | 66 km   | OpenStreetMap |
| 5      | Hersbruck Bahnhof – Engelthal – Klingenhof – Hegnenberg – Altdorf Bahnhof                      | 66 km   | OpenStreetMap |

### Teil 6: Altdorf – Berching (56,7 Kilometer)

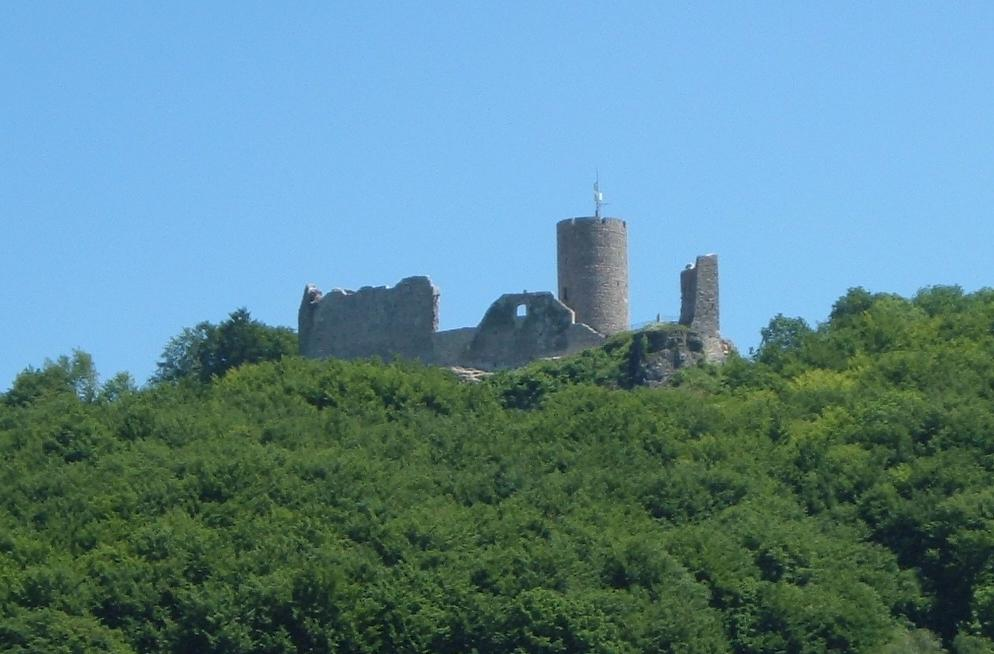
Burgruine Wolfstein

Auf dem Weg nach Neumarkt führt der Frankenweg meist am Westrand der Frankenalb entlang. Zwischen den Neumarkter Stadtteilen Labersricht und Schafhof führt der Weg dann hinauf zur Kante der Alb und erreicht die Burgruine Wolfstein. Hier und beim benachbarten Krähentisch, einer bizarren Felsformation bietet sich ein Rundblick über den Neumarkter Talkessel. Der Wanderweg führt weiter über Höhenberg, Winnberg und Leutenbach nach Deining-Bahnhof. Von hier aus verläuft der Weg weiter über Döllwang, Waltersberg und Pollanten bis nach Berching, das am ehemaligen Ludwig-Donau-Main-Kanal und am neuen Main-Donau-Kanal liegt.
| Etappe | Strecke                                                                   | Distanz |
| ------ | ------------------------------------------------------------------------- | ------- |
| 1      | Altdorf Bahnhof – Hagenhausen – Sindlbach – Pilsach                       | 59 km   |
| 2      | Pilsach – Labersricht – Wolfstein – Höhenberg (Neumarkt in der Oberpfalz) | 59 km   |
| 3      | Höhenberg – St. Helena – Winnberg – Deining-Bahnhof                       | 59 km   |
| 4      | Deining Bahnhof – Döllwang – Hennenberg – Ernersdorf – Berching           | 59 km   |

### Teil 7: Berching – Bubenheim (68 Kilometer)
Der Frankenweg führt von Berching nach Weißenburg an der stark zerklüfteten nördlichen Frankenalb entlang. Dabei sind viele Auf- und Abstiege zu überwinden. Hinter Kaltenbuch sollte man im Frühjahr einen Abstecher zum Märzenbecherwald bei Ettenstatt machen, wo die Märzenbächer ein wahres Blütenmeer bilden. Eine weitere Sehenswürdigkeit an diesem Streckenabschnitt ist die Steinerne Rinne. Ein Abstecher in die schöne Altstadt von Weißenburg lohnt sich ebenfalls. Oberhalb von Weißenburg führt der Weg zur sehenswerten Festung Wülzburg. Nahe dem Ort Graben wird schließlich der Karlsgraben erreicht. Hier wurde bereits unter Karl dem Großen versucht, eine Wasserstraße zwischen Main und Donau zu bauen. Bald dahinter führt der Frankenweg nach Bubenheim.
| Etappe | Strecke                                                              | Distanz |
| ------ | -------------------------------------------------------------------- | ------- |
| 1      | Berching – Rübling – Obermässing – Lohen – Thalmässing               | 68 km   |
| 2      | Thalmässing – Geyern – Kaltenbuch – Gänswirthshaus – Kehl – Wülzburg | 68 km   |
| 3      | Wülzburg – Dettenheim – Graben                                       | 68 km   |
| 4      | Graben – Bubenheim                                                   | 68 km   |

### Teil 8: Bubenheim – Harburg (Schwaben) (75,5 Kilometer)

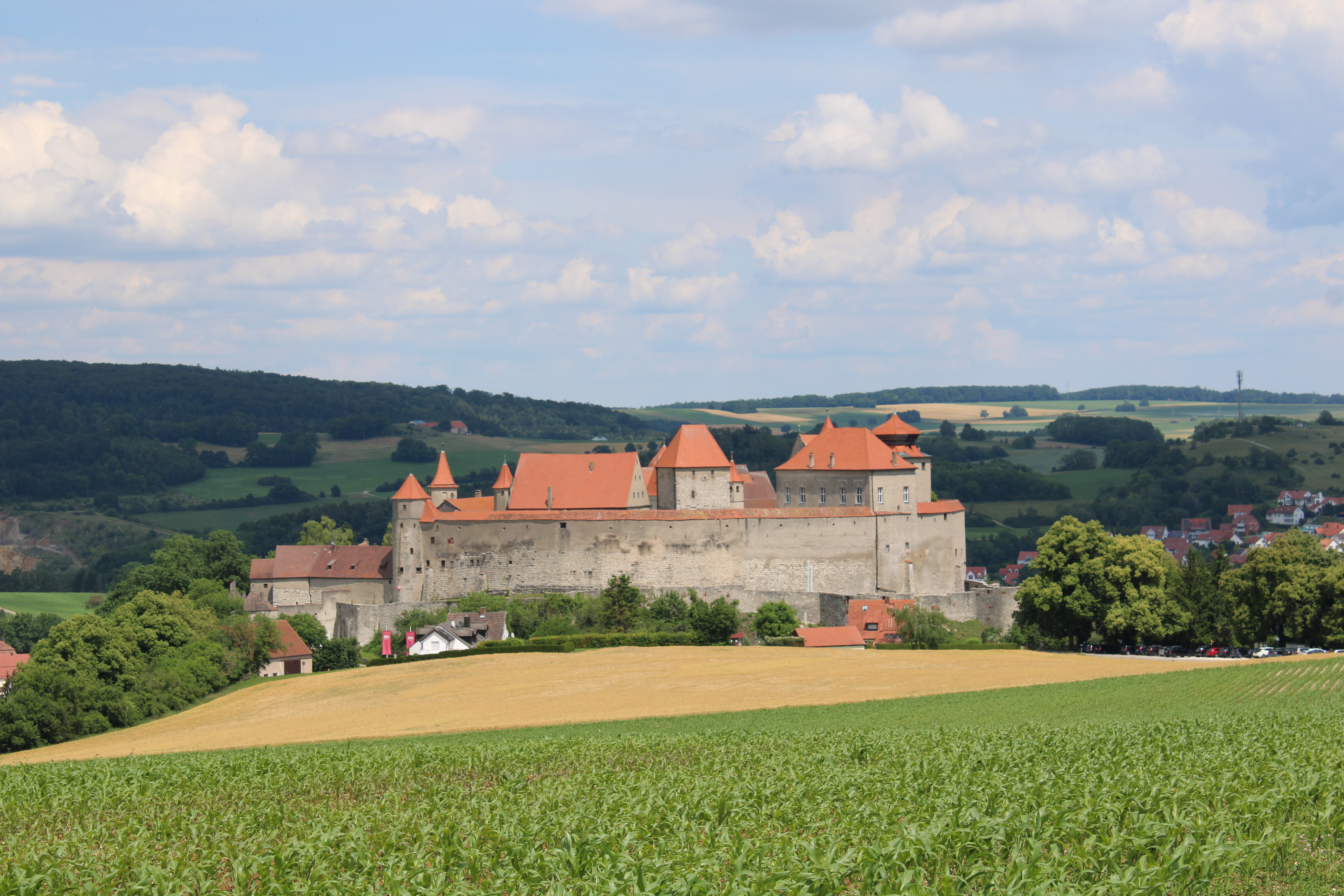
Die Harburg

Höhepunkte auf der Strecke von Bubenheim nach Heidenheim in Mittelfranken sind die Steinerne Rinne bei Wolfsbronn und der Ort Spielberg mit Schloss Spielberg. Der Weg führt dabei auch über die Höhen des Hahnenkamms.
Hinter Hechlingen wandert man am schönen Hahnenkammsee entlang hin zu Ursheim mit seiner neuromanischen Kirche St. Wunibald. In Wemding sollte der Wanderer die Wallfahrtskirche Maria Brünnlein besuchen. Der Frankenweg endet im beschaulichen Harburg an der Wörnitz mit schönem Ortsbild und der gleichnamigen Burg.
| Etappe | Strecke                                                                                         | Distanz |
| ------ | ----------------------------------------------------------------------------------------------- | ------- |
| 1      | Bubenheim – Windischhausen – Wolfsbronn – Spielberg – Hohentrüdingen – Hechlingen am See        | 78 km   |
| 2      | Hechlingen am See – Ursheim – Polsingen – Amerbach – Wallfahrtskirche Maria Brünnlein – Wemding | 78 km   |
| 3      | Wemding – Gosheim – Ronheim – Harburg an der Wörnitz                                            | 78 km   |

## Charakter
Ein schöner Wanderweg, gut markiert, beste Jahreszeit im Frühjahr und Herbst. Meist schöner Laubwald. Bei trockenen Wegen auch mit dem Mountainbike gut zu befahren. Es überwiegen Wander- und Fahrwege. Asphaltierte Abschnitte sind relativ selten.